# Selište Kostajničko
Selište Kostajničko is een plaats in de gemeente Hrvatska Kostajnica in de Kroatische provincie Sisak-Moslavina. De plaats telt 114 inwoners (2001).